# Elise Mertens
Elise Mertens, née le 17 novembre 1995 à Louvain, est une joueuse de tennis belge, professionnelle depuis 2013.
Elle a remporté dix titres en simple et vingt-deux titres en double dames dont l'US Open 2019, l'Open d'Australie 2021, Wimbledon 2021, l'Open d'Australie 2024 et Wimbledon 2025.

## Carrière tennistique
En novembre 2015, elle atteint la finale du tournoi de Taïwan en double avec Marina Melnikova en catégorie WTA 125.
Au début de la saison de 2016, elle remporte son premier titre WTA en double avec An-Sophie Mestach à Auckland.
En juin 2016, elle sort des qualifications et atteint pour la première fois les quarts de finale d'un tournoi WTA à Bois-le-Duc en battant la 46e mondiale Eugenie Bouchard au premier tour, ainsi qu'Aleksandra Krunić au second tour. Ensuite, elle enchaîne avec les qualifications du tournoi de Majorque et gagne ses trois duels en battant notamment la tête de série no 1 des qualifications Shelby Rogers (59e mondiale). Elle atteint le second tour en battant Francesca Schiavone et perd après un beau combat en gagnant le premier set 6-0 face à Jelena Janković (25e mondiale). Ensuite, elle se qualifie et participe à son premier tournoi de Wimbledon en double avec An-Sophie Mestach. Les deux joueuses sont sorties au second tour par les futures vainqueurs Serena Williams et Venus Williams.
En août 2016, elle passe les trois tours de qualification de l'US Open et rejoint pour la première fois le tableau final d'un tournoi du Grand Chelem en simple. Elle y affronte au premier tour la 3e mondiale Garbiñe Muguruza, contre qui elle s'incline en remportant tout de même le premier set (6-2, 0-6, 3-6).
En novembre 2016, Elise Mertens associée à Mandy Minella remporte l'Open de Limoges, son premier titre en catégorie WTA 125.

### 2017: premier titre et entrée dans le top 50
En janvier 2017, elle sort des trois tours de qualifications du tournoi de Hobart en battant notamment Nao Hibino (99e mondiale). Elle bat ensuite successivement Kristina Mladenovic (6-1, 6-2), 45e mondiale et tête de série no 7, et Sachia Vickery. En quart de finale, elle s'impose contre Kiki Bertens (6-2, 7-5), 22e mondiale et tête de série no 1. En demi-finale, elle écarte la qualifiée Jana Fett (6-4, 6-0) et enfin en finale Monica Niculescu (6-3, 6-1), 40e mondiale et tête de série no 3. Elle remporte ainsi son premier titre WTA en simple sans perdre un seul set. En allant aussi loin dans le tournoi, Elise Mertens n'a pas pu participer aux qualifications de l'Open d'Australie. Ces résultats lui permettent d'intégrer pour la première fois le top 100 mondial à la 82e place.

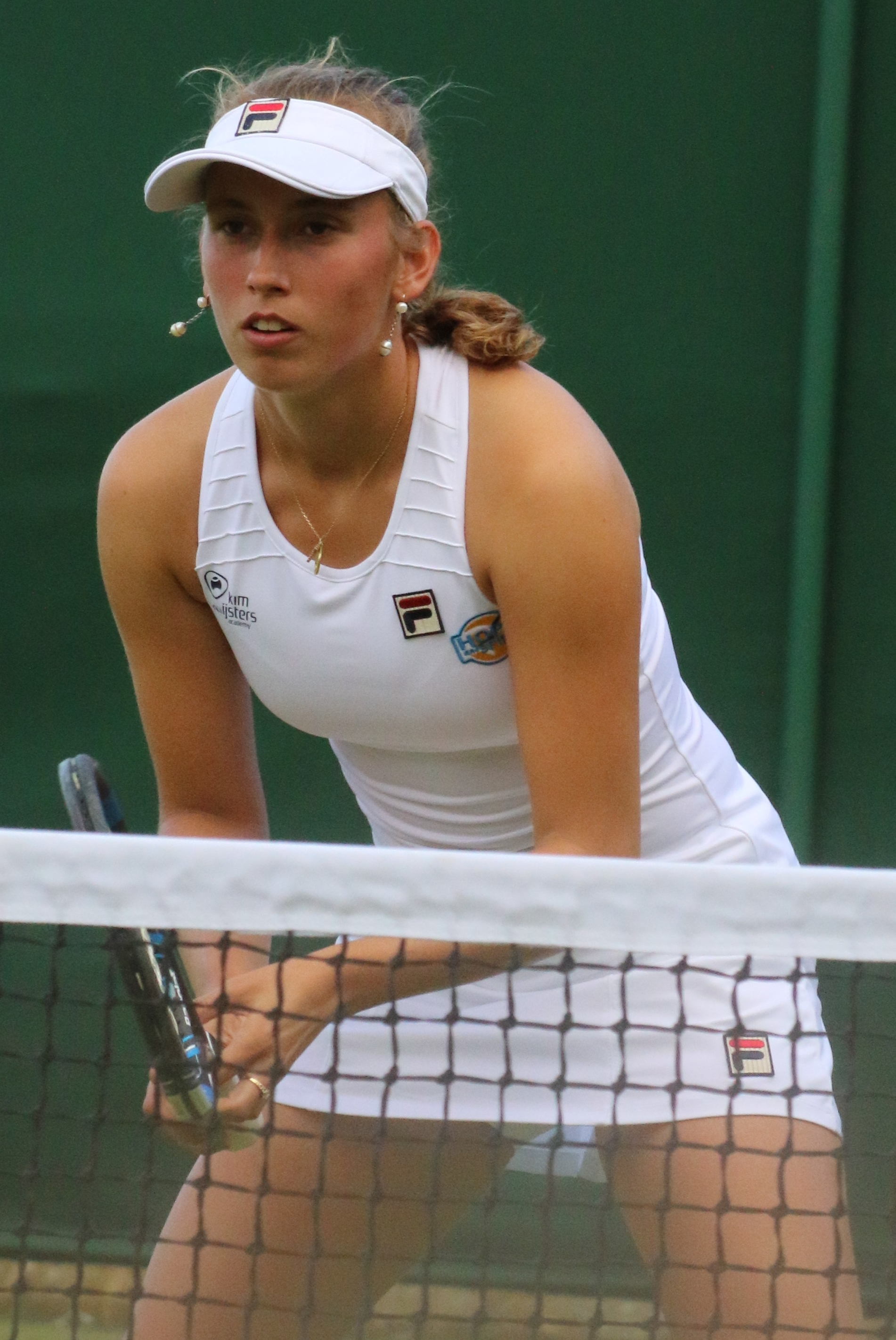
Mertens en Qualifications à Wimbledon en 2016

En avril, Elise Mertens participe au barrage du groupe mondial en Fed Cup contre la Russie et domine, dans le second match, Anastasia Pavlyuchenkova, 16e mondiale (6-4, 6-0) pour remettre les deux équipes à égalité (1-1). Elle bat également le lendemain Elena Vesnina 15e mondiale (6-4, 1-6, 6-2) dans le 3e simple et apporte le point décisif à la Belgique avec An-Sophie Mestach face aux Russes Daria Kasatkina et Elena Vesnina (6-1, 7-62). Fin du mois, elle se qualifie pour la finale du tournoi d'Istanbul en simple et en double avec Nicole Melichar. Elle perd en simple contre la première tête de série Elina Svitolina (2-6, 4-6) et en double contre Dalila Jakupović et Nadiia Kichenok (66-7, 2-6).

### 2018: sept titres WTA et première demi-finale en Grand Chelem
En janvier 2018, elle remporte à nouveau le tournoi de Hobart en simple en battant en finale la Roumaine Mihaela Buzărnescu (6-1, 4-6, 6-3). Elle remporte le 2e titre de sa carrière, le second à Hobart. Elle remporte aussi le double avec Demi Schuurs en battant en finale Lyudmyla Kichenok et Makoto Ninomiya (6-2, 6-2).

À l'Open d'Australie, pour sa première participation au tournoi du Grand Chelem australien, elle bat facilement la qualifiée Viktória Kužmová, puis l'Australienne Daria Gavrilova (7-5, 6-3) après avoir été menée 0-5 dans le premier set, et la Française Alizé Cornet (7-5, 6-4) pour se qualifier pour son premier huitième de finale en Grand Chelem. Elle reste concentrée pour la suite du tournoi et bat la Croate Petra Martić (7-65, 7-5) pour accéder aux quarts de finale. À ce stade elle affronte une favorite pour le titre, l'Ukrainienne et 4e mondiale Elina Svitolina. Elle s'impose facilement en 1 h 13 (6-4, 6-0) pour atteindre le dernier carré du tournoi sans avoir perdu de set,. Elle est finalement battue en demi-finale par la 2e mondiale, Caroline Wozniacki en 2 sets (3-6, 62-7) en 1 h 37. Quittant ainsi « Melbourne avec des sentiments partagés », et intégrant pour la première fois le top 20 à l'issue du tournoi.

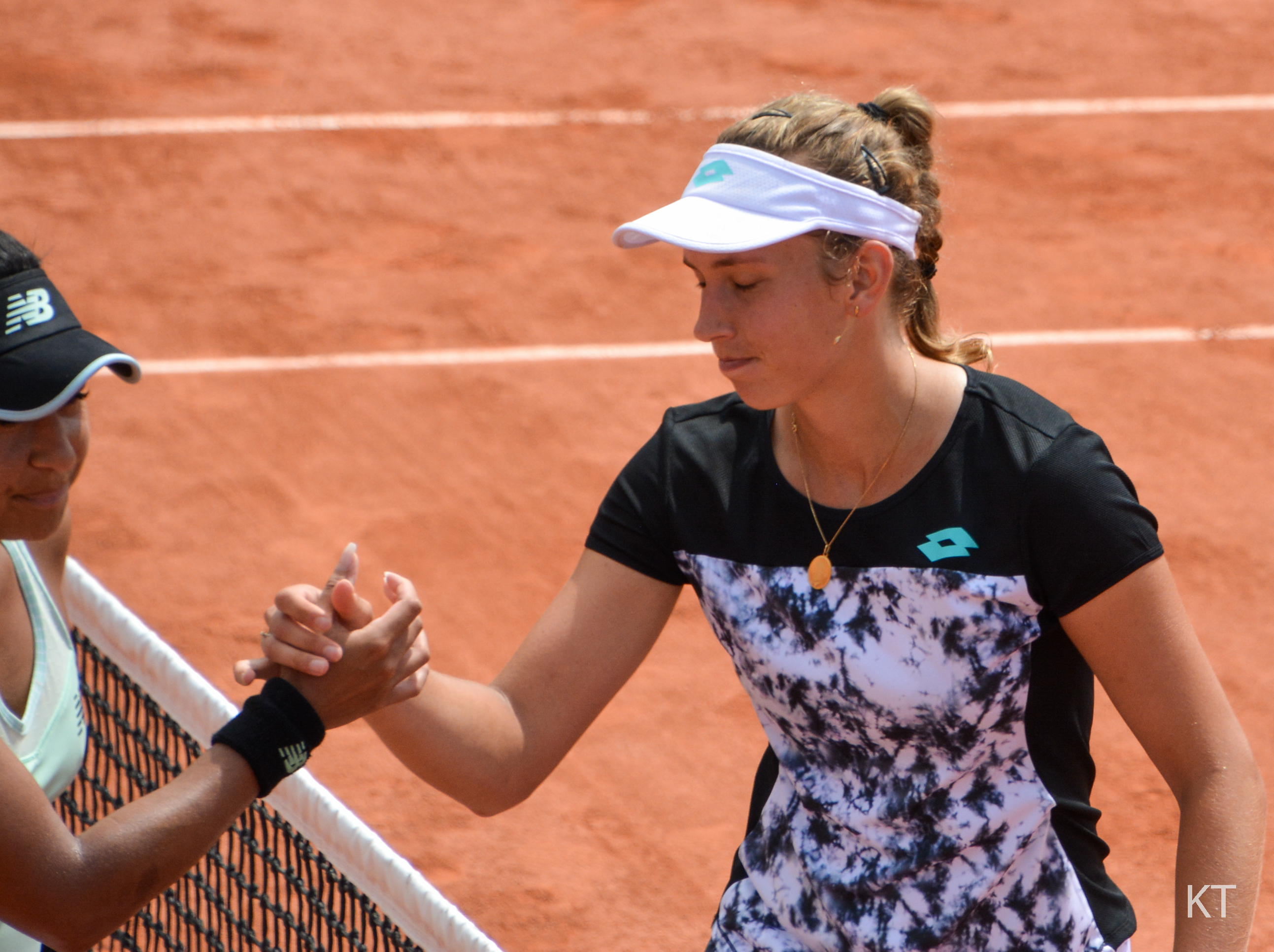
Handshake entre Elise Mertens et Heather Watson à Roland Garros (WTA 2018) après la victoire de la première au deuxième tour de la compétition.

Pour commencer la saison sur terre battue, elle remporte le tournoi de Lugano en simple face à Aryna Sabalenka (7-5, 6-2) et en double avec sa compatriote Kirsten Flipkens. Quelques semaines plus tard, en Fed Cup face à l'Italie, ses trois victoires (dont une en double) permettent à la Belgique de se maintenir dans le Groupe mondial. Au début du mois de mai, elle remporte son troisième titre de la saison au tournoi du Maroc, en battant en finale l'Australienne Ajla Tomljanović (6-2, 7-64). Elle comptabilise alors 12 victoires consécutives en simple sur terre battue avant de se rendre à Madrid. Elle y bat sa compatriote Alison Van Uytvanck avant de s'incliner contre la no 1 mondiale, Simona Halep, après 13 victoires consécutives. Lors des Internationaux de France, elle atteint les 1/8 de finale, soit son meilleur résultat sur la terre battue parisienne. C'est encore une fois Simona Halep, future vainqueur du tournoi, qui l'élimine.
À Wimbledon, sur le gazon londonien, elle est éliminée en deux sets au 3e tour contre la joueuse Slovaque Dominika Cibulková.

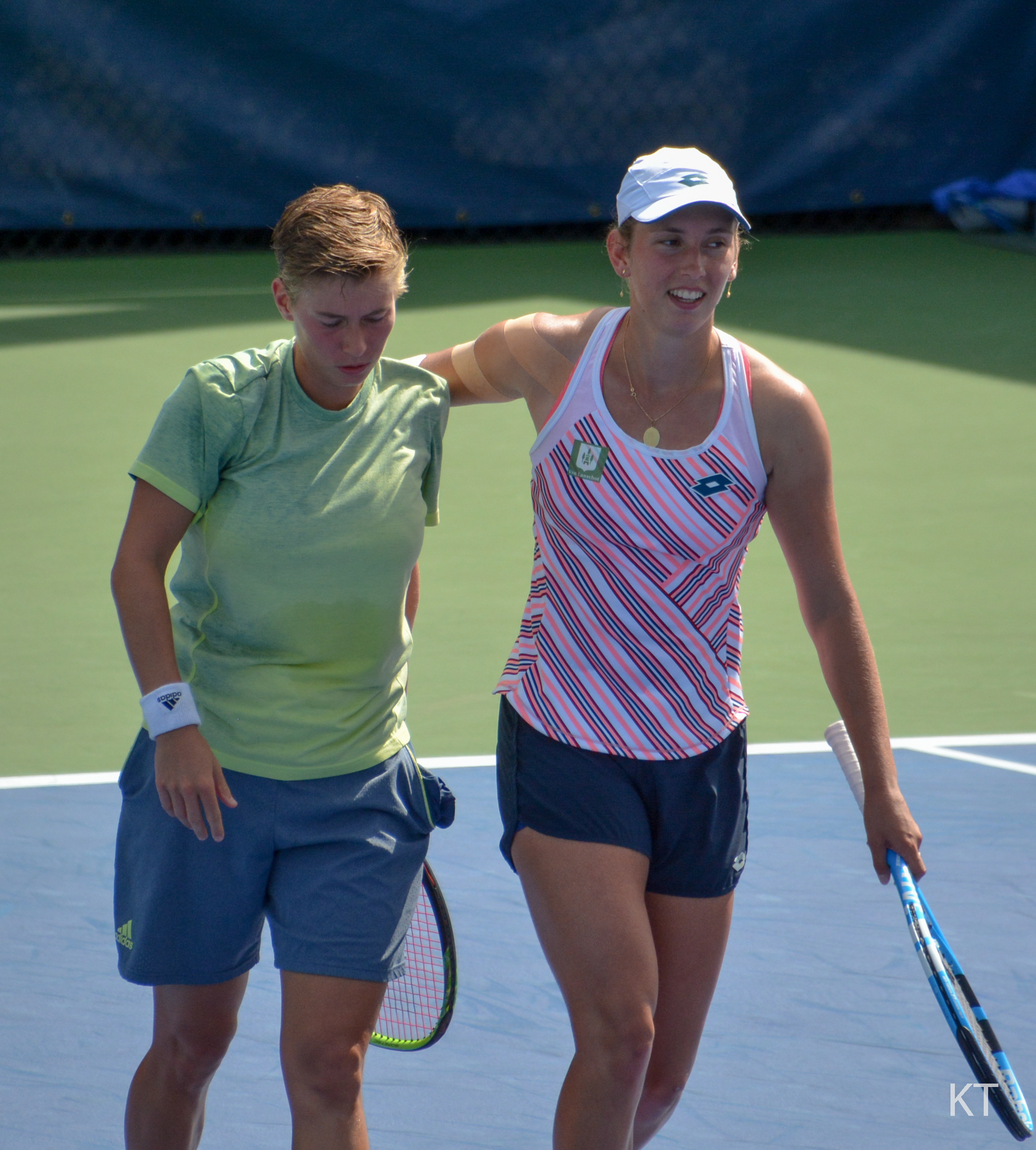
Elise Mertens et Demi Schuurs

Après trois semaines de repos, Elise entame sa tournée américaine au début du mois d'août au tournoi de San José, en Californie. Elle gagne ses deux premières rencontres avant d'être éliminée en demi-finale contre Mihaela Buzărnescu (6-4, 3-6, 1-6). Au tournoi du Canada qui se déroule à Montréal, elle confirme sa bonne forme en remportant trois victoires avant d'être éliminée en quart de finale contre la 5e mondiale, Elina Svitolina (5-7, 3-6). À l'issue de ce tournoi, Elise Mertens figure à la 14e place au classement WTA. Au tournoi de Cincinnati, elle réalise l'exploit d'éliminer au troisième tour la 3e joueuse mondiale, Sloane Stephens (7-68, 6-2), avant d'être battue en quart de finale par Petra Kvitová (5-7, 7-5, 3-6), 6e mondiale. Ses derniers résultats permettent ainsi à Mertens d'entamer l'US Open avec le plein de confiance. Elle remporte difficilement son premier tour contre Kurumi Nara avant de remporter ses deux matchs suivants en deux sets. En huitième de finale, elle affronte la tenante du titre, Sloane Stephens, qu'elle a battue quelques semaines auparavant mais s'incline (3-6, 3-6) cette fois contre l'Américaine.
Pour la tournée asiatique, elle est éliminée dès le premier tour à Wuhan et Pékin en simple, mais remporte son premier titre Premier 5 à Wuhan avec Demi Schuurs, ce qui permet à la paire de se qualifier pour le Masters. À Tianjin, Elise Mertens atteint les quarts de finale où elle abandonne contre la Taïwanaise Hsieh Su-wei qui menait dans cette rencontre (6-2, 4-0). Au tournoi de Moscou, elle est une nouvelle fois battue au premier tour. Malgré des résultats en deçà des attentes, elle poursuit sa progression au classement WTA pour figurer désormais à la 13e place. Au Masters qui se déroule à Singapour, la paire Mertens - Schuurs est éliminée d'entrée contre Ashleigh Barty et Coco Vandeweghe (6-1, 6-4). Elle termine sa saison 2018 à la 12e place au classement WTA, soit son meilleur résultat.

### 2019: premier titre dans un tournoi WTA Premier et titre en double à l'US Open
Elise Mertens entame sa nouvelle saison 2019 à Brisbane où elle perd au premier tour en trois sets contre Kiki Bertens. Au tournoi de Sydney, pour sa première participation, elle atteint le stade des quarts de finale et s'inclinera en deux sets contre la locale Ashleigh Barty. À l'Open d'Australie, elle est éliminée au troisième tour  en deux sets face à Madison Keys (3-6, 2-6), perdant ainsi tous ses points de l'année passée « n'ayant pas trouvé de solution » face à l'Américaine.
Quelques semaines plus tard, en Fed Cup face à l'équipe de France, elle s'incline lors de ses deux matchs de simple face à Alizé Cornet et Caroline Garcia sans réussir à prendre un set. Elle rebondit la semaine suivante au tournoi de Doha où elle bat les Tchèques Kateřina Siniaková et Kristýna Plíšková sans perdre un set, puis la 8e mondiale Kiki Bertens (6-4, 6-3). Elle s'impose ensuite contre la 6e mondiale, l'Allemande Angelique Kerber pour atteindre la finale. À la surprise générale, elle renverse Simona Halep alors no 3 mondiale après la perte du premier set pour s'imposer (3-6, 6-4, 6-3) en 2 h 13 de jeu et remporter son 5e titre en simple, alors le plus prestigieux de sa carrière.
Un mois plus tard, elle ajoute deux nouveaux titres à son palmarès en remportant, avec sa partenaire Aryna Sabalenka, la finale du double dames des prestigieux tournois d'Indian Wells et de Miami. Ces deux titres lui permettent de monter à la 6e place du classement WTA en double.
Après des performances en dessous de ses capacités, elle rebondit lors de l'US Open où elle atteint les quarts de finale en battant Jil Teichmann, Kristýna Plíšková, Andrea Petkovic et Kristie Ahn, le tout sans perdre le moindre set. Elle est battue en trois sets (6-3, 2-6, 3-6) après deux heures de jeu par la jeune Canadienne Bianca Andreescu qui remportera le tournoi. 
En double, associée à Aryna Sabalenka, elle remporte le tournoi en battant en finale Victoria Azarenka et Ashleigh Barty. Elise Mertens devient la première joueuse belge à remporter l'US Open en double.
Enfin en Asie à Osaka, elle se hisse jusqu'au dernier carré, mais s'incline (4-6, 1-6) contre la future lauréate, Naomi Osaka.

### 2020: de bonnes performances
À l'Open d'Australie, Elise Mertens enchaîne les bons résultats mais est éliminée contre Simona Halep (4-6, 4-6) en huitième de finale après 1 h 37 minutes.
En février, ses résultats sont en deçà des attentes. En effet, aussi bien au tournoi de Dubaï qu'au tournoi de Doha, elle ne franchit qu'un seul tour. 
En mars, la saison de tennis est suspendue jusqu'au 2 août à la suite de la crise du covid-19. Cette dernière a eu un profond impact sur le calendrier et a entraîné l'annulation de certains tournois dont celui de Wimbledon.
Dès la reprise du circuit WTA, elle effectue sa rentrée lors du tournoi de Palerme où elle s'incline au premier tour. Une semaine plus tard, elle dispute le tournoi de Prague. Là, Elise Mertens atteint la finale mais elle perd une nouvelle fois contre Simona Halep (2-6, 5-7).
Sur dur, à Cincinnati, elle confirme qu'elle est en grande forme puisqu'elle parvient à atteindre le stade des demi-finales, défaite par Naomi Osaka (2-6, 65-7).
Ses dernières performances permettent à la Limbourgeoise d'aborder l'US Open en ayant fait le plein de confiance. Et effectivement, Elise Mertens s'illustre en passant trois tours sans concéder le moindre set. En huitième de finale, elle affronte Sofia Kenin, récente lauréate de l'Open d'Australie. La Belge remporte son match une nouvelle fois en deux sets (6-3, 6-3) en 1 h 15. Mais en quart de finale, Elise Mertens s'incline lourdement contre Victoria Azarenka, future finaliste du tournoi (1-6, 0-6) en 1 h 13,.
Quelques jours plus tard, elle participe au tournoi sur terre battue de Rome où elle gagne ses trois premières rencontres sans perdre un seul set. Mais en quart de finale, Elise Mertens perd (3-6, 6-3, 0-6) contre Karolína Plíšková (tête de série no 2 et finaliste du tournoi) après avoir bataillé pendant plus de deux heures. À Roland-Garros, elle est éliminée au troisième tour du tournoi (6-1, 4-6, 5-7) par Caroline Garcia.
En octobre, Elise Mertens participe au tournoi d'Ostrava, en République tchèque. Elle perd en quart de finale contre Victoria Azarenka (4-6, 1-6) mais elle remporte le tournoi en double avec Aryna Sabalenka (6-1, 6-3). Elle clôt sa saison en s'illustrant au tournoi de Linz, en Autriche. En effet, tête de série no 2, elle atteint la finale où elle perd (5-7, 2-6) contre sa partenaire en double depuis 2019, Aryna Sabalenka (tête de série no 1 du tournoi). Cette performance lui permet de terminer la saison dans le top 20 du classement WTA. 
En 2020, Elise Mertens est la joueuse qui a disputé et remporté le plus de rencontres sur le circuit WTA (34 victoires pour un total de 47 rencontres). C'est surtout après l'interruption de la saison liée à la crise du covid-19 qu'elle s'est illustrée puisque sur huit tournois disputés, la joueuse belge est parvenue à atteindre, au moins, le stade des quarts de finale à six reprises.

### 2021: deux titres en Grand Chelem etno1mondiale en double
Gênée par une blessure à l'épaule, Elise Mertens annule sa participation au tournoi d'Abou Dabi et décide ainsi de reporter le début de sa saison 2021. 
C'est donc en Australie, au Gippsland Trophy, qu'elle effectue sa rentrée sur le circuit WTA. Au cours de cette compétition, elle remporte ses deux premières rencontres en deux manches. En quart de finale, elle bat Elina Svitolina (6-3, 5-7, 10-6), tête de série no 3 du tournoi, avant d'atteindre la finale sans jouer, à la suite du forfait de Naomi Osaka. En finale, elle bat l'Estonienne Kaia Kanepi (6-4, 6-1), ce qui lui permet d'inscrire un 6e titre à son palmarès, son 3e en Australie. 
À l'Open d'Australie, après avoir battu successivement Leylah Fernandez, Zhu Lin et Belinda Bencic, Elise Mertens parvient à atteindre le quatrième tour sans avoir perdu un seul set. Mais en huitième de finale, après avoir mené 4-0 et 5-2 dans le 1er set, elle s'incline finalement contre Karolína Muchová (65-7, 5-7) en 1 h 56. En double, associée à Aryna Sabalenka, elle remporte son deuxième titre dans un tournoi du Grand Chelem (6-2, 6-3) en battant en finale les joueuses Tchèques Barbora Krejčíková et Kateřina Siniaková. Cette performance lui permet de monter à la 2e place du classement WTA en double, derrière sa coéquipière biélorusse.
Au tournoi de Dubaï, Elise Mertens confirme sa grande forme et enchaîne les victoires. Elle est néanmoins éliminée en demi-finale par l'Espagnole Garbiñe Muguruza après avoir bataillé pendant plus de deux heures (4-6, 65-7). Puis, au tournoi de Miami, elle est éliminée en huitième de finale par Naomi Osaka (3-6, 3-6).
Son premier tournoi de la saison sur terre battue, à Charleston, se solde par un échec puisqu'elle est éliminée d'entrée par la Française Alizé Cornet. En revanche, au tournoi WTA 250 d'Istanbul, Elise Mertens confirme son statut de tête de série no 1 en parvenant à atteindre la dixième finale en simple de sa carrière qu'elle perd face à la joueuse roumaine Sorana Cîrstea (1-6, 63-7). Elle se console néanmoins en remportant, avec sa partenaire Veronika Kudermetova, le titre en double face aux Japonaises Nao Hibino et Makoto Ninomiya (6-1, 6-1). Au WTA 1000 de Madrid, elle entame idéalement son tournoi en battant successivement Zhang Shuai et Elena Rybakina. En huitième de finale, elle parvient à éliminer la Roumaine Simona Halep après avoir bataillé plus de 2 h 30 (4-6, 7-5, 7-5). À l'issue de cette rencontre, Elise Mertens qualifiera cet exploit comme étant « un des grands moments de [sa] carrière ». Cependant, cette victoire ainsi que les nombreux matchs enchainés depuis le début de la saison diminuent physiquement la joueuse belge. En effet, en quart de finale, blessée à la cuisse gauche, elle abandonne contre Aryna Sabalenka qui remportera le tournoi quelques jours plus tard (1-6, 0-4).
Le 10 mai 2021, Elise Mertens devient no 1 mondiale en double au classement WTA. C'est la seconde joueuse belge à atteindre ce niveau, après Kim Clijsters en 2003.
À Roland-Garros, elle atteint le troisième tour où elle est battue par María Sákkari dans une rencontre très accrochée.
À Wimbledon, elle atteint le troisième tour en simple où elle est battue par Madison Keys (5-7, 3-6). En double, associée à Hsieh Su-wei, elle remporte le tournoi en battant en finale les Russes Veronika Kudermetova et Elena Vesnina. Ce second titre en Grand Chelem de la saison lui permet de remonter à la première place du classement WTA.
Elle déçoit aux Jeux olympiques en s'inclinant dès le premier tour en simple face à Ekaterina Alexandrova et en double avec Alison Van Uytvanck face aux Espagnoles Garbiñe Muguruza et Carla Suárez Navarro.
En août elle parvient en demi-finale du tournoi de San José où elle s'incline sèchement contre Daria Kasatkina. Et à l'US Open, elle atteint les huitièmes de finale après avoir battu notamment Rebecca Peterson en trois sets avec deux tie-breaks et Ons Jabeur. Elle s'y incline en 1 h 11 (4-6, 1-6) contre son ancienne partenaire de double Aryna Sabalenka. En double, avec Hsieh Su-wei, elle atteint les quarts de finale.

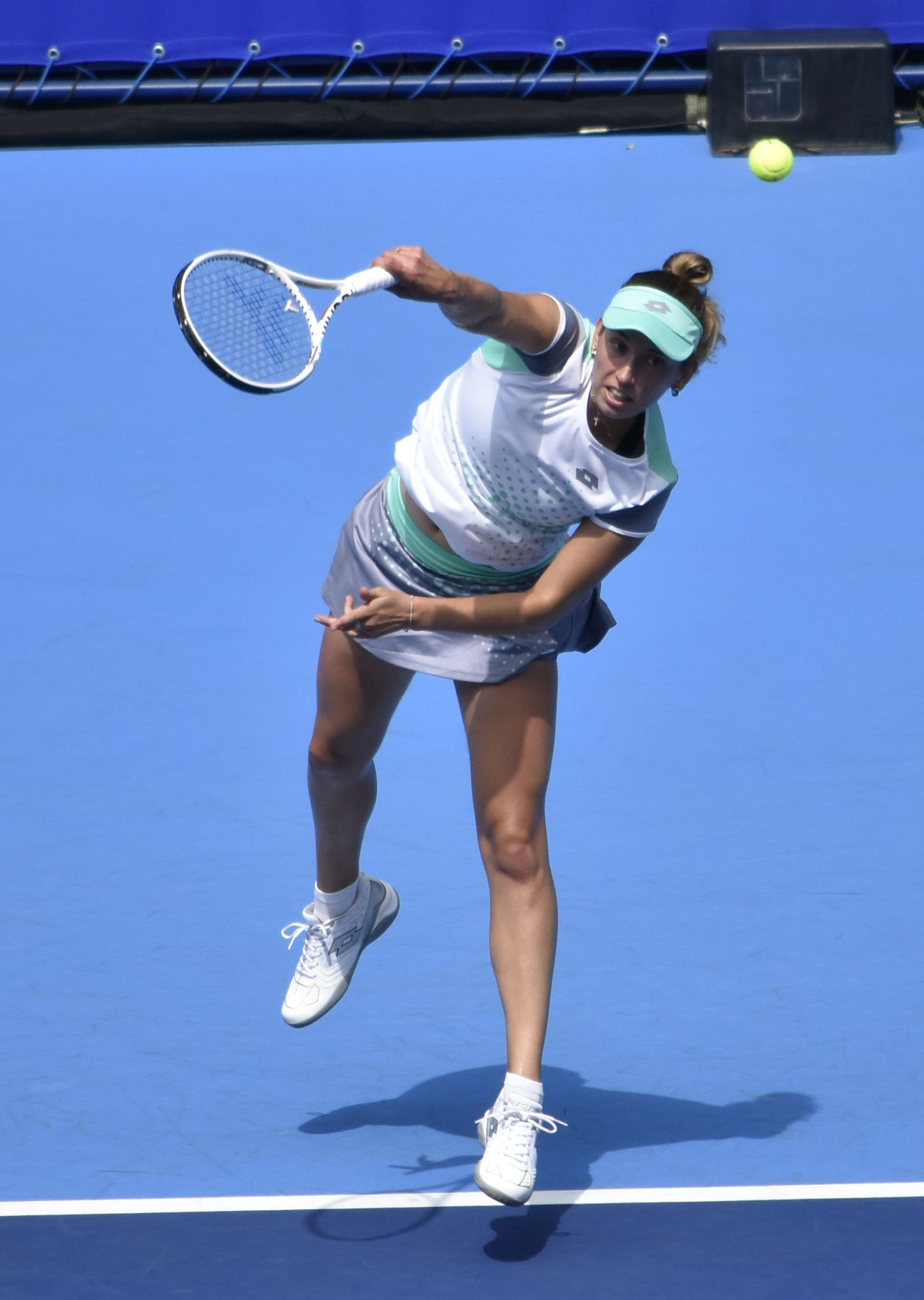
Elise Mertens en simple au Tournoi de tennis de Tokyo (WTA 2022) où elle attendra le deuxième tour.

### 2022:7etitre et victoire en double aux Masters
Durant le mois de mai, Elise Mertens atteint les huitièmes de finale du tournoi de Roland-Garros pour la deuxième fois de sa carrière en battant Elena-Gabriela Ruse, Marie Bouzková et Varvara Gracheva. Elle est défaite par la future finaliste du tournoi, l'Américaine Coco Gauff en deux sets (4-6, 0-6).
Début juillet, elle atteint les huitièmes de finale de Wimbledon pour la deuxième fois de sa carrière, battant Camila Osorio, Panna Udvardy, puis l'ancienne numéro une mondiale et vainqueure du Grand Chelem britannique, Angelique Kerber. Elle s'incline face à la Tunisienne Ons Jabeur, numéro 2 mondiale, qui la bat pour la première fois (6-7, 4-6). C'est le quatrième Grand Chelem consécutif lors duquel elle perd en huitièmes de finale. Elle atteint la finale du double, associée à la Chinoise Zhang Shuai, qu'elle perd face à la paire tchèque Barbora Krejčíková et Kateřina Siniaková (2-6, 4-6).
En novembre, à Fort Worth (Texas) elle remporte les Masters en double avec sa partenaire Veronika Kudermetova.

### 2023: titres à Rome et Guadalajara en double et8etitre en simple

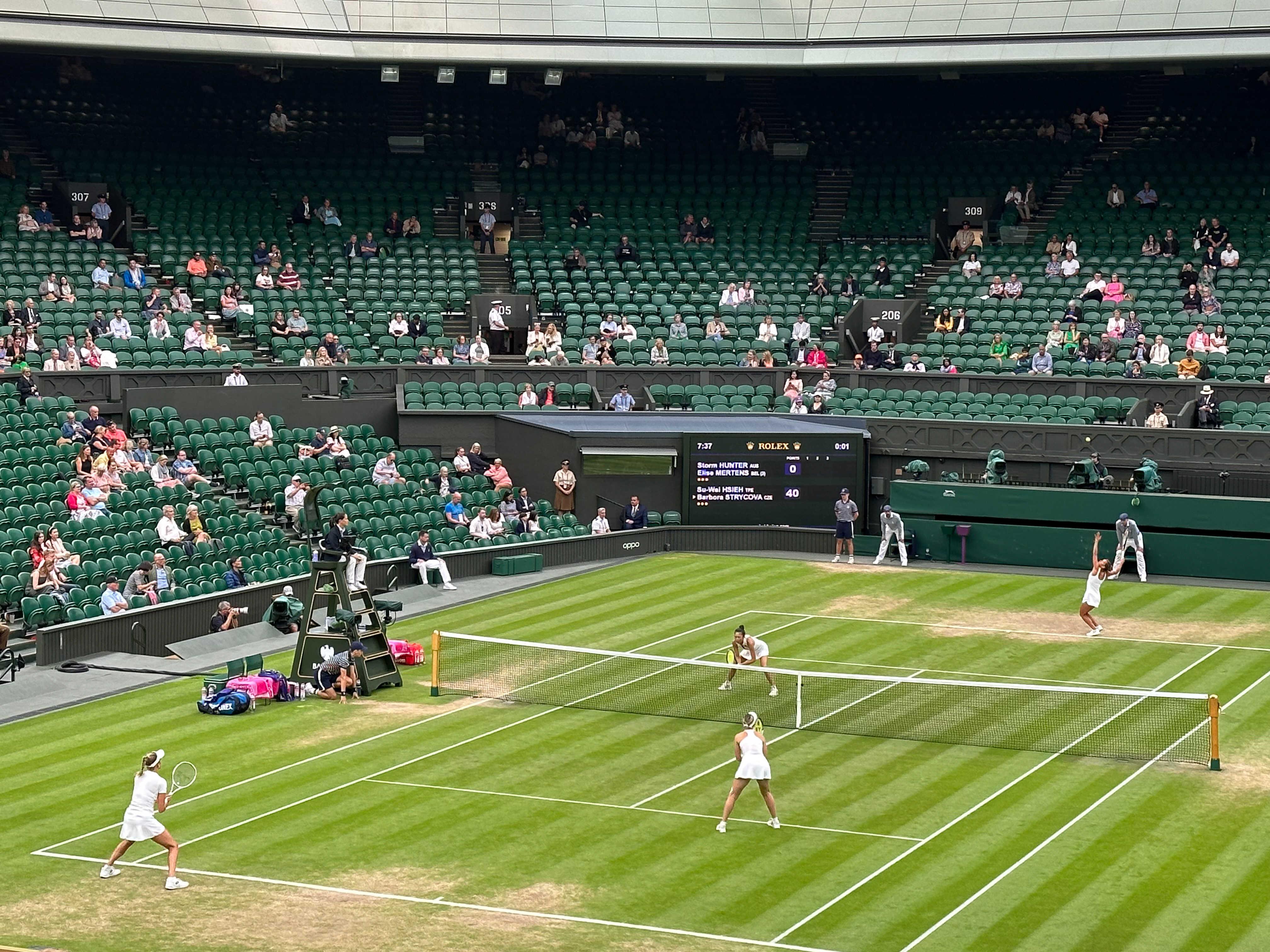
Elise Mertens en double lors de la finale perdue de Wimbledon

Début juin à Roland-Garros, Elise Mertens gagne ses trois premiers matchs contre Viktória Hrunčáková (6-1, 6-4), la terrienne Camila Osorio (6-3, 7-6) et la numéro trois mondiale Jessica Pegula (6-1, 6-3), sa deuxième victoire sur une top 10 sur terre. Elle se qualifie ainsi pour jouer les huitièmes de finale pour la seconde fois consécutive à Paris. Elle échoue à aller plus loin en étant renversée par la Russe Anastasia Pavlyuchenkova, 333e mondiale (6-3, 6-7, 3-6) et finaliste lors de sa dernière participation.
En juillet, à Wimbledon, Elise Mertens parvient jusqu'à la finale du double avec sa partenaire Storm Hunter mais échoue à s'emparer du titre face à Hsieh Su-wei et Barbora Strýcová. En simple, elle est éliminée au deuxième tour par Elina Svitolina.
En octobre, elle défend avec brio son titre à Monastir en remportant pour la deuxième fois le tournoi tunisien après des victoires sur Alexandra Eala (7-5, 6-0), Iryna Shymanovich (6-3, 6-2) et Mai Hontama sur le même score, puis en disposant facilement de la Française Clara Burel (6-2, 6-1) et en finale de l'Italienne tête de série numéro une Jasmine Paolini (6-3, 6-0).
Qualifiée pour le Masters en double avec sa partenaire Storm Hunter, elle atteint les demi-finales. Les deux partenaires remportent le prix de l'équipe de l'année.

### 2024: finale à Hobart et 1/8 à l'US Open

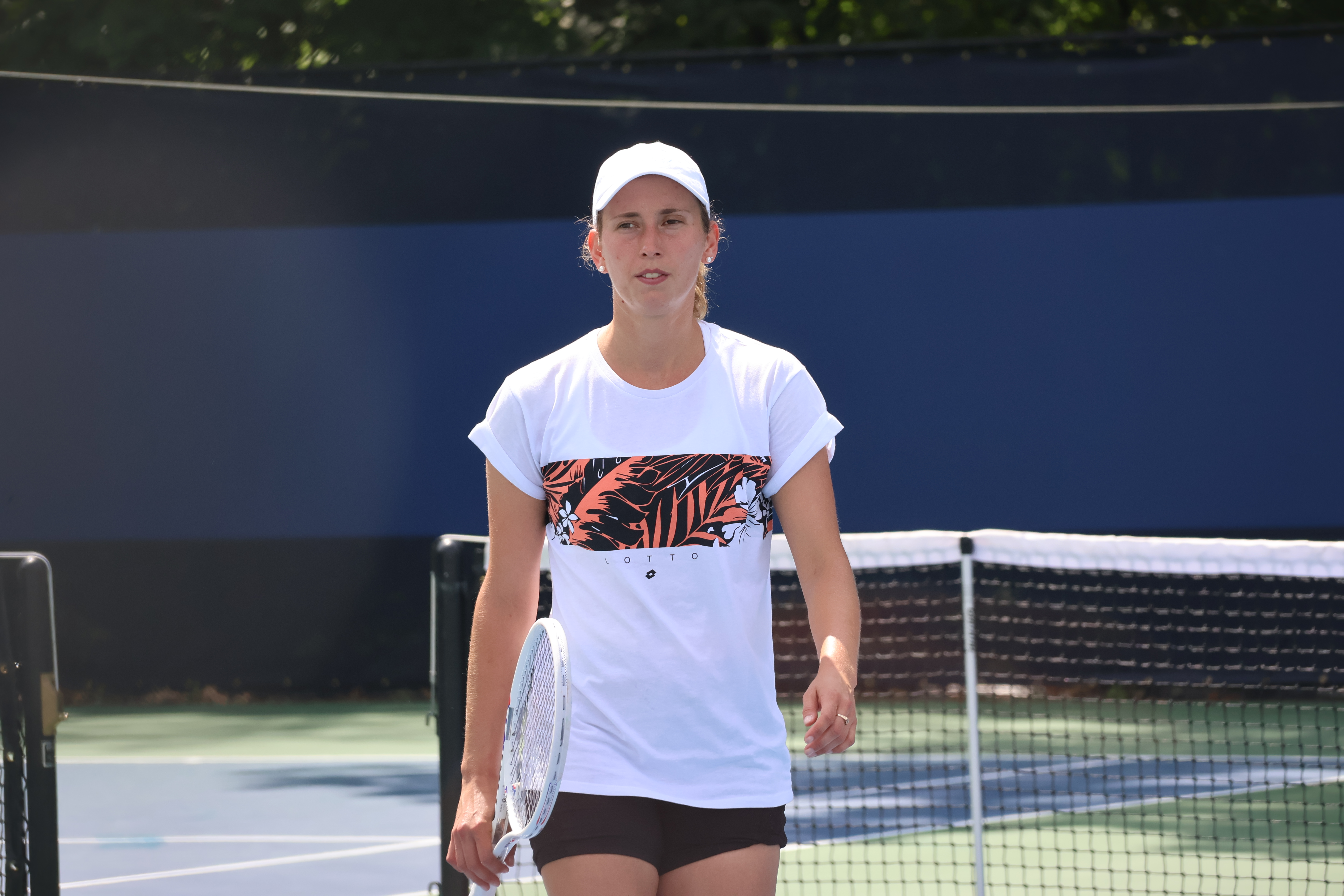
Elise Mertens en préparation au Tournoi de tennis de Washington (WTA 2024)

Elle commence l'année en tant que tête de série numéro une à Hobart où elle assume son statut en battant facilement Danielle Collins ancienne finaliste à l'Open d'Australie (6-2, 6-3), la qualifiée Anna Karolína Schmiedlová (6-2, 6-3) ainsi que la Néerlandaise Arantxa Rus (7-5, 6-0). Elle perd un set en demi-finale contre la locale Daria Saville invitée par les organisateurs (6-4, 4-6, 7-5) puis joue contre la novice Emma Navarro, qui dispute sa première finale sur le circuit. Déjà deux fois titrée dans ce tournoi par le passé, elle s'incline cette fois-ci en trois sets (1-6, 6-4, 5-7).
Elle rallie pour la première fois depuis trois ans la deuxième semaine à l'US Open, sortant d'entrée l'ancienne top 10 Veronika Kudermetova (3-6, 6-4, 6-3), puis l'Australienne Ajla Tomljanović (6-3, 6-2) et l'Américaine ancienne finaliste Madison Keys (6-7, 7-5, 6-4). Elle cède logiquement en huitièmes contre la Biélorusse Aryna Sabalenka, finaliste l'année précédente et vainqueur de l'Open d'Australie en début d'année (2-6, 4-6).

### 2025: Deux titres à Singapour, Bois-Le-Duc, nouvelle finale à Hobart et 1/8 à Wimbledon
Elle confirme ses bonnes sensations à Hobart en début de saison, accédant de nouveau à la finale en tant que tête de série numéro deux à l'issue d'un parcours tranquille avec des victoires sur la qualifiée Espagnol Nuria Párrizas Díaz (6-3, 6-1), la Mexicaine Renata Zarazúa (6-4, 6-3) et la jeune invitée Australienne Maya Joint (6-2, 6-3), à l'exception de son quart de finale contre l'ancienne Top 10 Veronika Kudermetova où elle connaît un sérieux passage à vide (6-1, 0-6, 6-2). Elle joue sa quatrième finale dans la ville australienne, détrônant ainsi la légende Margaret Smith Court sur le nombre d'apparition en finale dans l'histoire du tournoi. Néanmoins, elle reste bloquée à deux titres, voyant comme l'année passée une Américaine, McCartney Kessler remporter le tournoi (4-6, 6-3, 0-6). 
Après l'Open d'Australie, elle s'envole pour Singapour, tournoi qui fait son retour dans le calendrier après une absence de près de trente ans. Elle commence le tournoi en expédiant Taylor Townsend (6-1, 6-0) avant de renverser l'Allemande Tatjana Maria (6-7, 6-3, 6-1). Ce sera sa seule manche perdu du tournoi, la Belge enchaînant avec plusieurs victoires sur la Colombienne Camila Osorio (6-4, 6-2), la Chinoise Wang Xinyu (6-3, 6-4) et l'Américaine Ann Li (6-1, 6-4) pour empocher son neuvième titre en carrière, le premier en indoor.
Elle soulève son premier titre sur gazon et son dixième en carrière à l'occasion du tournoi de S'Hertogenbosh, sortant facilement ses premières adversaires, Viktoriya Tomova (6-4, 6-0),  l'ancienne numéro trois María Sákkari (6-3, 6-0) et la Chinoise Yuan Yue (6-0, 6-4). Elle dispute son match le plus difficile de la semaine en demi-finale contre l'ancienne double vainqueur Ekaterina Alexandrova en sauvant pas moins de onze balles de match (2-6, 7-6, 6-4). Elle confirme sa forme en écartant en finale la Roumaine surprise de la compétition et issue des qualifications Elena-Gabriela Ruse (3-6, 6-7). A Wimbledon, elle assume son statut de tête de série, sortant la jeune qualifiée Tchèque Linda Fruhvirtová (6-4, 6-2) et de nouveau Ann Li (6-7, 6-1, 6-2) ainsi que l'Ukrainienne Elina Svitolina, ancienne demi-finaliste ici (6-1, 7-6). Elle est battue en huitièmes de finale pour la troisième fois en autant de participations à ce stade par la numéro une Aryna Sabalenka, finaliste des deux premiers Grand Chelem de la saison (4-6, 6-7).

## Palmarès

### Titres en simple dames
| No | Date       | Nom et lieu du tournoi                             | Catégorie | Dotation  | Surface      | Finaliste           | Score         |          |
| -- | ---------- | -------------------------------------------------- | --------- | --------- | ------------ | ------------------- | ------------- | -------- |
| 1  | 08-01-2017 | Hobart International, Hobart                       | Intern'l  | 250 000 $ | Dur (ext.)   | Monica Niculescu    | 6-3, 6-1      | Parcours |
| 2  | 07-01-2018 | Hobart International, Hobart                       | Intern'l  | 250 000 $ | Dur (ext.)   | Mihaela Buzărnescu  | 6-1, 4-6, 6-3 | Parcours |
| 3  | 09-04-2018 | Samsung Open, Lugano                               | Intern'l  | 250 000 $ | Terre (ext.) | Aryna Sabalenka     | 7-5, 6-2      | Parcours |
| 4  | 30-04-2018 | Grand Prix de SAR La Princesse Lalla Meryem, Rabat | Intern'l  | 250 000 $ | Terre (ext.) | Ajla Tomljanović    | 6-2, 7-64     | Parcours |
| 5  | 11-02-2019 | Qatar Open 2019, Doha                              | Premier   | 851 031 $ | Dur (ext.)   | Simona Halep        | 3-6, 6-4, 6-3 | Parcours |
| 6  | 01-02-2021 | Gippsland Trophy, Melbourne                        | WTA 500   | 447 620 $ | Dur (ext.)   | Kaia Kanepi         | 6-4, 6-1      | Parcours |
| 7  | 03-10-2022 | Jasmin Open Tunisia, Monastir                      | WTA 250   | 251 750 $ | Dur (ext.)   | Alizé Cornet        | 6-2, 6-0      | Parcours |
| 8  | 16-10-2023 | Jasmin Open Tunisia, Monastir                      | WTA 250   | 259 303 $ | Dur (ext.)   | Jasmine Paolini     | 6-3, 6-0      | Parcours |
| 9  | 27-01-2025 | Singapore Open, Singapour                          | WTA 250   | 275 094 $ | Dur (int.)   | Ann Li              | 6-1, 6-4      | Parcours |
| 10 | 09-06-2025 | Libéma Open, Bois-le-Duc                           | WTA 250   | 275 094 $ | Gazon (ext.) | Elena-Gabriela Ruse | 6-3, 7-64     | Parcours |

### Finales en simple dames
| No | Date       | Nom et lieu du tournoi       | Catégorie | Dotation  | Surface      | Vainqueure        | Score         |          |
| -- | ---------- | ---------------------------- | --------- | --------- | ------------ | ----------------- | ------------- | -------- |
| 1  | 24-04-2017 | BNP Paribas Cup, Istanbul    | Intern'l  | 250 000 $ | Terre (ext.) | Elina Svitolina   | 6-2, 6-4      | Parcours |
| 2  | 10-08-2020 | Prague Open, Prague          | Intern'l  | 202 250 $ | Terre (ext.) | Simona Halep      | 6-2, 7-5      | Parcours |
| 3  | 09-11-2020 | Upper Austria Ladies, Linz   | Intern'l  | 225 500 $ | Dur (int.)   | Aryna Sabalenka   | 7-5, 6-2      | Parcours |
| 4  | 19-04-2021 | Tournoi d'Istanbul, Istanbul | WTA 250   | 235 238 $ | Terre (ext.) | Sorana Cîrstea    | 6-1, 7-63     | Parcours |
| 5  | 08-01-2024 | Hobart international, Hobart | WTA 250   | 267 082 $ | Dur (ext.)   | Emma Navarro      | 6-1, 4-6, 7-5 | Parcours |
| 6  | 06-01-2025 | Hobart international, Hobart | WTA 250   | 275 094 $ | Dur (ext.)   | McCartney Kessler | 6-4, 3-6, 6-0 | Parcours |

### Titres en double dames
| No | Date       | Nom et lieu du tournoi             | Catégorie | Dotation       | Surface      | Partenaire           | Finalistes                            | Score            |          |
| -- | ---------- | ---------------------------------- | --------- | -------------- | ------------ | -------------------- | ------------------------------------- | ---------------- | -------- |
| 1  | 04-01-2016 | ASB Classic Auckland               | Intern'l  | 250 000 $      | Dur (ext.)   | An-Sophie Mestach    | Danka Kovinić Barbora Strýcová        | 2-6, 6-3, [10-5] | Parcours |
| 2  | 18-09-2017 | Guangzhou Open Guangzhou           | Intern'l  | 250 000 $      | Dur (ext.)   | Demi Schuurs         | Monique Adamczak Storm Sanders        | 6-2, 6-3         | Parcours |
| 3  | 07-01-2018 | Hobart International Hobart        | Intern'l  | 250 000 $      | Dur (ext.)   | Demi Schuurs         | Lyudmyla Kichenok Makoto Ninomiya     | 6-2, 6-2         | Parcours |
| 4  | 09-04-2018 | Samsung Open Lugano                | Intern'l  | 250 000 $      | Terre (ext.) | Kirsten Flipkens     | Vera Lapko Aryna Sabalenka            | 6-1, 6-3         | Parcours |
| 5  | 11-06-2018 | Libéma Open Bois-le-Duc            | Intern'l  | 226 750 €      | Gazon (ext.) | Demi Schuurs         | Kiki Bertens Kirsten Flipkens         | 3-3 ab.          | Parcours |
| 6  | 23-09-2018 | Dongfeng Motor Open Wuhan          | Premier 5 | 2 365 250 $    | Dur (ext.)   | Demi Schuurs         | Andrea S. Hlaváčková Barbora Strýcová | 6-3, 6-3         | Parcours |
| 7  | 06-03-2019 | BNP Paribas Open Indian Wells      | PREMIER*  | 8 359 455 $    | Dur (ext.)   | Aryna Sabalenka      | Barbora Krejčíková Kateřina Siniaková | 6-3, 6-2         | Parcours |
| 8  | 19-03-2019 | Miami Open Miami                   | PREMIER*  | 8 359 455 $    | Dur (ext.)   | Aryna Sabalenka      | Samantha Stosur Zhang Shuai           | 7-65, 6-2        | Parcours |
| 9  | 26-08-2019 | US Open Flushing Meadows           | G. Chelem | 21 656 000 $   | Dur (ext.)   | Aryna Sabalenka      | Ashleigh Barty Victoria Azarenka      | 7-5, 7-5         | Parcours |
| 10 | 19-10-2020 | Ostrava Open Ostrava               | Premier   | 528 500 $      | Dur (int.)   | Aryna Sabalenka      | Gabriela Dabrowski Luisa Stefani      | 6-1, 6-3         | Parcours |
| 11 | 08-02-2021 | Australian Open Melbourne          | G. Chelem | 22 689 778 $   | Dur (ext.)   | Aryna Sabalenka      | Barbora Krejčíková Kateřina Siniaková | 6-2, 6-3         | Parcours |
| 12 | 19-04-2021 | Tournoi d'Istanbul Istanbul        | WTA 250   | 235 238 $      | Terre (ext.) | Veronika Kudermetova | Nao Hibino Makoto Ninomiya            | 6-1, 6-1         | Parcours |
| 13 | 28-06-2021 | The Championships Wimbledon        | G. Chelem | 35 016 000 $   | Gazon (ext.) | Hsieh Su-wei         | Veronika Kudermetova Elena Vesnina    | 3-6, 7-5, 9-7    | Parcours |
| 14 | 06-10-2021 | BNP Paribas Open Indian Wells      | WTA 1000  | 8 761 725 $    | Dur (ext.)   | Hsieh Su-wei         | Veronika Kudermetova Elena Rybakina   | 7-61, 6-3        | Parcours |
| 15 | 14-02-2022 | Tennis Championships Dubaï         | WTA 500   | 703 580 $      | Dur (ext.)   | Veronika Kudermetova | Lyudmyla Kichenok Jeļena Ostapenko    | 6-1, 6-3         | Parcours |
| 16 | 31-10-2022 | WTA Finals Fort Worth Fort Worth   | Masters   | 5 000 000 $    | Dur (int.)   | Veronika Kudermetova | Barbora Krejčíková Kateřina Siniaková | 6-2, 4-6, 11-9   | Parcours |
| 17 | 09-05-2023 | Internazionali BNL d'Italia Rome   | WTA 1000  | 3 572 618 $    | Terre (ext.) | Storm Hunter         | Coco Gauff Jessica Pegula             | 6-4, 6-4         | Parcours |
| 18 | 17-09-2023 | Guadalajara Open Akron Guadalajara | WTA 1000  | 2 788 468 $    | Dur (ext.)   | Storm Hunter         | Gabriela Dabrowski Erin Routliffe     | 3-6, 6-2, [10-4] | Parcours |
| 19 | 15-01-2024 | Australian Open Melbourne          | G. Chelem | 38 923 200 AU$ | Dur (ext.)   | Hsieh Su-wei         | Lyudmyla Kichenok Jeļena Ostapenko    | 6-1, 7-5         | Parcours |
| 20 | 06-03-2024 | BNP Paribas Open Indian Wells      | WTA 1000  | 9 258 080 $    | Dur (ext.)   | Hsieh Su-wei         | Storm Hunter Kateřina Siniaková       | 6-3, 6-4         | Parcours |
| 21 | 17-06-2024 | Rothesay Classic Birmingham        | WTA 250   | 267 082 $      | Gazon (ext.) | Hsieh Su-wei         | Miyu Kato Zhang Shuai                 | 6-1, 6-3         | Parcours |
| 22 | 30-06-2025 | The Championships Wimbledon        | G. Chelem | NC             | Gazon (ext.) | Veronika Kudermetova | Hsieh Su-wei Jeļena Ostapenko         | 3-6, 6-2, 6-4    | Parcours |

### Finales en double dames
| No | Date       | Nom et lieu du tournoi                 | Catégorie | Dotation     | Surface      | Vainqueures                           | Partenaire           | Score               |          |
| -- | ---------- | -------------------------------------- | --------- | ------------ | ------------ | ------------------------------------- | -------------------- | ------------------- | -------- |
| 1  | 24-04-2017 | BNP Paribas Istanbul Cup Istanbul      | Intern'l  | 250 000 $    | Terre (ext.) | Dalila Jakupović Nadiia Kichenok      | Nicole Melichar      | 7-66, 6-2           | Parcours |
| 2  | 17-07-2017 | Bucharest Open Bucarest                | Intern'l  | 250 000 $    | Terre (ext.) | Irina-Camelia Begu Raluca Olaru       | Demi Schuurs         | 6-3, 6-3            | Parcours |
| 3  | 18-06-2018 | Aegon Classic Birmingham               | Premier   | 871 028 $    | Gazon (ext.) | Tímea Babos Kristina Mladenovic       | Demi Schuurs         | 4-6, 6-3, [10-8]    | Parcours |
| 4  | 13-08-2018 | Western & Southern Open Cincinnati     | Premier 5 | 2 800 000 $  | Dur (ext.)   | Lucie Hradecká Ekaterina Makarova     | Demi Schuurs         | 6-2, 7-5            | Parcours |
| 5  | 22-09-2019 | Dongfeng Motor Open Wuhan              | Premier 5 | 2 527 250 $  | Dur (ext.)   | Duan Ying-Ying Veronika Kudermetova   | Aryna Sabalenka      | 7-63, 6-2           | Parcours |
| 6  | 10-11-2021 | WTA Finals Guadalajara                 | Masters   | 5 000 000 $  | Dur (ext.)   | Barbora Krejčíková Kateřina Siniaková | Hsieh Su-wei         | 6-3, 6-4            | Parcours |
| 7  | 20-02-2022 | Qatar Open Doha                        | WTA 1000  | 2 331 698 $  | Dur (ext.)   | Cori Gauff Jessica Pegula             | Veronika Kudermetova | 3-6, 7-5, [10-5]    | Parcours |
| 8  | 22-03-2022 | Miami Open Miami                       | WTA 1000  | 8 369 455 $  | Dur (ext.)   | Laura Siegemund Vera Zvonareva        | Veronika Kudermetova | 7-63, 7-5           | Parcours |
| 9  | 06-06-2022 | Libéma Open Bois-le-Duc                | WTA 250   | 203 024 €    | Gazon (ext.) | Ellen Perez Tamara Zidanšek           | Veronika Kudermetova | 6-3, 5-7, [12-10]   | Parcours |
| 10 | 13-06-2022 | Rothesay Classic Birmingham Birmingham | WTA 250   | 251 750 $    | Gazon (ext.) | Lyudmyla Kichenok Jeļena Ostapenko    | Zhang Shuai          | forfait             | Parcours |
| 11 | 27-06-2022 | The Championships Wimbledon            | G. Chelem | 38 900 000 £ | Gazon (ext.) | Barbora Krejčíková Kateřina Siniaková | Zhang Shuai          | 6-2, 6-4            | Parcours |
| 12 | 03-07-2023 | The Championships Wimbledon            | G. Chelem | NC           | Gazon (ext.) | Hsieh Su-wei Barbora Strýcová         | Storm Hunter         | 7-5, 6-4            | Parcours |
| 13 | 22-04-2025 | Mutua Madrid Open Madrid               | WTA 1000  | 8 963 700 $  | Terre (ext.) | Sorana Cîrstea Anna Kalinskaya        | Veronika Kudermetova | 610-7, 6-2, [12-10] | Parcours |
| 14 | 06-05-2025 | Internazionali BNL d'Italia Rome       | WTA 1000  | 6 911 032 $  | Terre (ext.) | Sara Errani Jasmine Paolini           | Veronika Kudermetova | 6-4, 7-5            | Parcours |

### Titre en double en WTA 125
| No | Date       | Nom et lieu du tournoi  | Catégorie | Dotation  | Surface    | Partenaire    | Finalistes                 | Score    |          |
| -- | ---------- | ----------------------- | --------- | --------- | ---------- | ------------- | -------------------------- | -------- | -------- |
| 1  | 14-11-2016 | Open de Limoges Limoges | WTA 125   | 125 000 $ | Dur (int.) | Mandy Minella | Anna Smith Renata Voráčová | 6-4, 6-4 | Parcours |

### Finale en double en WTA 125
| No | Date       | Nom et lieu du tournoi   | Catégorie | Dotation  | Surface         | Vainqueures                  | Partenaire       | Score    |          |
| -- | ---------- | ------------------------ | --------- | --------- | --------------- | ---------------------------- | ---------------- | -------- | -------- |
| 1  | 16-11-2015 | Taipei Challenger Taïwan | WTA 125   | 125 000 $ | Moquette (int.) | Kanae Hisami Kotomi Takahata | Marina Melnikova | 6-1, 6-2 | Parcours |

## Palmarès ITF
Source: (en) Elise Mertens sur le site officiel de la Fédération internationale de tennis.

## Parcours en Grand Chelem

### En simple dames
| Année | Open d'Australie | Open d'Australie   | Internationaux de France | Internationaux de France | Wimbledon       | Wimbledon          | US Open         | US Open            |
| ----- | ---------------- | ------------------ | ------------------------ | ------------------------ | --------------- | ------------------ | --------------- | ------------------ |
| 2015  | —                | —                  | —                        | —                        | Q3              | Petra Cetkovská    | Q1              | Nastassja Burnett  |
| 2016  | Q2               | María Sákkari      | Q3                       | Sorana Cîrstea           | Q2              | Aleksandra Krunić  | 1er tour (1/64) | Garbiñe Muguruza   |
| 2017  | —                | —                  | 3e tour (1/16)           | Venus Williams           | 1er tour (1/64) | Venus Williams     | 1er tour (1/64) | Madison Keys       |
| 2018  | 1/2 finale       | Caroline Wozniacki | 1/8 de finale            | Simona Halep             | 3e tour (1/16)  | Dominika Cibulková | 1/8 de finale   | Sloane Stephens    |
| 2019  | 3e tour (1/16)   | Madison Keys       | 3e tour (1/16)           | A. Sevastova             | 1/8 de finale   | Barbora Strýcová   | 1/4 de finale   | Bianca Andreescu   |
| 2020  | 1/8 de finale    | Simona Halep       | 3e tour (1/16)           | Caroline Garcia          | Annulé          | Annulé             | 1/4 de finale   | Victoria Azarenka  |
| 2021  | 1/8 de finale    | Karolína Muchová   | 3e tour (1/16)           | María Sákkari            | 3e tour (1/16)  | Madison Keys       | 1/8 de finale   | Aryna Sabalenka    |
| 2022  | 1/8 de finale    | Danielle Collins   | 1/8 de finale            | Coco Gauff               | 1/8 de finale   | Ons Jabeur         | 1er tour (1/64) | Irina-Camelia Begu |
| 2023  | 3e tour (1/16)   | Aryna Sabalenka    | 1/8 de finale            | A. Pavlyuchenkova        | 2e tour (1/32)  | Elina Svitolina    | 3e tour (1/16)  | Coco Gauff         |
| 2024  | 2e tour (1/32)   | Marta Kostyuk      | 3e tour (1/16)           | Elena Rybakina           | 2e tour (1/32)  | Emma Raducanu      | 1/8 de finale   | Aryna Sabalenka    |
| 2025  | 2e tour (1/32)   | Jessica Pegula     | 1er tour (1/64)          | Loïs Boisson             | 1/8 de finale   | Aryna Sabalenka    |                 |                    |

N.B. : à droite du résultat se trouve le nom de l'ultime adversaire.

### En double dames
| Année | Open d'Australie                                                                       | Open d'Australie                                                                         | Internationaux de France                                                              | Internationaux de France                                                             | Wimbledon                                                                             | Wimbledon                                                                      | US Open | US Open |
| ----- | -------------------------------------------------------------------------------------- | ---------------------------------------------------------------------------------------- | ------------------------------------------------------------------------------------- | ------------------------------------------------------------------------------------ | ------------------------------------------------------------------------------------- | ------------------------------------------------------------------------------ | ------- | ------- |
| 2016  | —                                                                                      | —                                                                                        | —                                                                                     | —                                                                                    | 2e tour (1/16) A.S. Mestach \|\| style="text-align:left;" \| S. Williams V. Williams  | —                                                                              | —       |         |
| 2017  | 2e tour (1/16) L. Chirico \|\| style="text-align:left;" \| M. Lučić A. Petkovic        | 1er tour (1/32) A. Cornet \|\| style="text-align:left;" \| B. Mattek-Sands L. Šafářová   | 1/8 de finale D. Schuurs \|\| style="text-align:left;" \| A. Barty C. Dellacqua       | 2e tour (1/16) D. Schuurs \|\| style="text-align:left;" \| A. Klepač M.J. Martínez   |                                                                                       |                                                                                |         |         |
| 2018  | 1er tour (1/32) D. Schuurs \|\| style="text-align:left;" \| A. Barty C. Dellacqua      | 1er tour (1/32) D. Schuurs \|\| style="text-align:left;" \| L. Arruabarrena K. Srebotnik | 1/8 de finale D. Schuurs \|\| style="text-align:left;" \| N. Melichar K. Peschke      | 1/4 de finale D. Schuurs \|\| style="text-align:left;" \| B. Krejčíková K. Siniaková |                                                                                       |                                                                                |         |         |
| 2019  | 1/8 de finale A. Sabalenka \|\| style="text-align:left;" \| B. Krejčíková K. Siniaková | 1/2 finale A. Sabalenka \|\| style="text-align:left;" \| T. Babos K. Mladenovic          | 1/4 de finale A. Sabalenka \|\| style="text-align:left;" \| Hsieh S.-w. B. Strýcová   | Victoire A. Sabalenka                                                                | V. Azarenka A. Barty                                                                  |                                                                                |         |         |
| 2020  | 1/4 de finale A. Sabalenka \|\| style="text-align:left;" \| Chan H.-c. Chan Y.-j.      | 2e tour (1/16) A. Sabalenka \|\| style="text-align:left;" \| A. Muhammad J. Pegula       | Annulé                                                                                | Annulé                                                                               | 1/4 de finale A. Sabalenka \|\| style="text-align:left;" \| L. Siegemund V. Zvonareva |                                                                                |         |         |
| 2021  | Victoire A. Sabalenka                                                                  | B. Krejčíková K. Siniaková                                                               | 1/8 de finale Hsieh S.-w. \|\| style="text-align:left;" \| B. Mattek-Sands I. Świątek | Victoire Hsieh S.-w.                                                                 | V. Kudermetova E. Vesnina                                                             | 1/4 de finale Hsieh S.-w. \|\| style="text-align:left;" \| C. Gauff C. McNally |         |         |
| 2022  | 1/2 finale V. Kudermetova \|\| style="text-align:left;" \| B. Krejčíková K. Siniaková  | 1/8 de finale V. Kudermetova \|\| style="text-align:left;" \| Xu Y. Yang Z.              | Finale Zhang S.                                                                       | B. Krejčíková K. Siniaková                                                           | 2e tour (1/16) V. Kudermetova \|\| Forfait                                            |                                                                                |         |         |
| 2023  | 1/4 de finale S. Hunter \|\| style="text-align:left;" \| M. Kostyuk E.-G. Ruse         | 1/8 de finale S. Hunter \|\| style="text-align:left;" \| V. Kudermetova L. Samsonova     | Finale S. Hunter                                                                      | Hsieh S.-w. B. Strýcová                                                              | 1er tour (1/32) S. Hunter \|\| style="text-align:left;" \| D. Collins N. Kichenok     |                                                                                |         |         |
| 2024  | Victoire Hsieh S.-w.                                                                   | L. Kichenok J. Ostapenko                                                                 | 2e tour (1/16) Hsieh S.-w. \|\| style="text-align:left;" \| E. Navarro D. Shnaider    | 1/2 finale Hsieh S.-w. \|\| style="text-align:left;" \| K. Siniaková T. Townsend     | 1er tour (1/32) Hsieh S.-w. \|\| style="text-align:left;" \| K. Mladenovic Zhang S.   |                                                                                |         |         |
| 2025  | 2e tour (1/16) E. Perez \|\| style="text-align:left;" \| M. Kostyuk E.-G. Ruse         | 1/4 de finale V. Kudermetova \|\| style="text-align:left;" \| S. Errani J. Paolini       | Victoire V. Kudermetova                                                               | Hsieh S.-w. J. Ostapenko                                                             |                                                                                       |                                                                                |         |         |

N.B. : le nom de la partenaire se trouve sous le résultat ; les noms des ultimes adversaires se trouvent à droite.

## Parcours en «Premier» et WTA 1000
Les tournois WTA « Premier Mandatory » et « Premier 5 » (entre 2009 et 2020) et WTA 1000 (à partir de 2021) constituent les catégories d'épreuves les plus prestigieuses, après les quatre levées du Grand Chelem. 

De 2009 à 2023, les tournois Premier Mandatory (dits tournois WTA 1000 obligatoires entre 2021 et 2023) regroupent Indian Wells, Miami, Madrid et Pékin, les autres constituant les tournois Premier 5 (tournois WTA 1000 non-obligatoires). À partir de 2024, le nombre de tournois WTA 1000 passe à 10 par saison (fin de l’alternance Doha / Dubaï), ces derniers devenant tous obligatoires et offrant tous 1000 points à la vainqueure (contre 900 points précédemment pour les tournois Premier 5).

### En simple dames
| Année |       |                              |                                |                           |                               |                                  |                                |                              |                             |                             |  |                              |
| Doha  | Dubaï | Indian Wells                 | Miami                          | Madrid                    | Rome                          | Canada                           | Cincinnati                     | Pékin                        |                             | Wuhan                       |  |                              |
| Doha  | Dubaï | Indian Wells                 | Miami                          | Madrid                    | Rome                          | Canada                           | Cincinnati                     | Pékin                        | Guadalajara                 |                             |  |                              |
| Doha  | Dubaï | Indian Wells                 | Miami                          | Madrid                    | Rome                          | Canada                           | Cincinnati                     | Pékin                        |                             |                             |  |                              |
| 2017  |       | WTA 500                      | 2e tour (1/16) A. Radwańska    |                           |                               |                                  |                                |                              |                             | 2e tour (1/16) C. Garcia    |  | 2e tour (1/16) E. Vesnina    |
| 2018  |       | 2e tour (1/16) S. Cîrstea    | WTA 500                        | 2e tour (1/32) Wang Q.    | 3e tour (1/16) J. Konta       | 2e tour (1/16) S. Halep          |                                | 1/4 de finale E. Svitolina   | 1/4 de finale P. Kvitová    | 1er tour (1/32) Zhang S.    |  | 1er tour (1/32) A. Sasnovich |
| 2019  |       | WTA 500                      | 1er tour (1/32) Zhu L.         | 3e tour (1/16) Wang Q.    | 3e tour (1/16) M. Vondroušová | 1er tour (1/32) A.K. Schmiedlová | 1er tour (1/32) V. Williams    | 2e tour (1/16) S. Williams   | 2e tour (1/16) E. Svitolina | 2e tour (1/16) B. Andreescu |  | 2e tour (1/16) S. Kenin      |
| 2020  |       | 2e tour (1/16) Y. Putintseva | WTA 500                        | Annulé                    | Annulé                        | Annulé                           | 1/4 de finale Ka. Plíšková     | Annulé                       | 1/2 finale N. Osaka         | Annulé                      |  | Annulé                       |
| 2021  |       | WTA 500                      | 1/2 finale G. Muguruza         | 2e tour (1/32) J. Paolini | 4e tour (1/8) N. Osaka        | 1/4 de finale A. Sabalenka       | 1er tour (1/32) V. Kudermetova | 1er tour (1/32) C. Giorgi    | 2e tour (1/16) E. Rybakina  | Annulé                      |  | Annulé                       |
| 2022  |       | 3e tour (1/8) A. Kontaveit   | WTA 500                        | 3e tour (1/16) D. Saville | 2e tour (1/32) L. Fruhvirtová |                                  |                                | 2e tour (1/16) C. Giorgi     | 3e tour (1/8) C. Garcia     | Hors calendrier             |  | 2e tour (1/16) A. Kalinskaya |
| 2023  |       | WTA 500                      |                                | 1er tour (1/64) Wang Xn.  | 4e tour (1/8) E. Rybakina     | 4e tour (1/8) M. Sherif          | 2e tour (1/32) A. Kalinskaya   | 1er tour (1/32) D. Kasatkina |                             | 1er tour (1/32) Yuan Y.     |  | 2e tour (1/16) L. Fernandez  |
| 2024  |       | 2e tour (1/16) E. Navarro    | 1er tour (1/32) E. Cocciaretto | 4e tour (1/8) C. Gauff    | 2e tour (1/32) T. Townsend    | 2e tour (1/32) S. Stephens       | 3e tour (1/16) I-C. Begu       | 3e tour (1/8) L. Samsonova   | 1er tour (1/32) M. Kostyuk  | 3e tour (1/16) C. Bucșa     |  | 1er tour (1/32) D. Vekić     |
| 2025  |       | 3e tour (1/8) E. Alexandrova | 2e tour (1/16) P. Badosa       | 3e tour (1/16) M. Keys    | 3e tour (1/16) I. Świątek     | 3e tour (1/16) A. Sabalenka      | 4e tour (1/8) D. Shnaider      | 2e tour (1/32) A. Kalinskaya | 3e tour (1/16) E. Rybakina  |                             |  |                              |

Sous le résultat, l’ultime adversaire.
1. 1 2   Les tournois de Doha et Dubaï alternent le statut de tournoi WTA 1000 (ex Premier 5) entre 2009 et 2023 : les trois premières éditions ont lieu à Dubaï, les trois suivantes à Doha, puis Dubaï accueille le tournoi de cette catégorie les années impaires et Dubaï les années paires. De 2011 à 2023, la ville qui n’accueille pas de WTA 1000 organise à la place un tournoi WTA 500 (ex Premier).
2. 1 2 3 4 5 6 7   L’ordre de déroulement des tournois a évolué depuis 2009 : Rome se dispute avant Madrid et Cincinnati avant Montréal/Toronto jusqu’en 2010, tandis que Tokyo (2009-2013)-Wuhan (2014-2019, 2024-)-Guadalajara (2022-2023) ont lieu avant Pékin jusqu’en 2023.
3. 1 2 3 4 5 6 7 8  Du fait de la pandémie de Covid-19, les tournois d’Indian Wells, de Miami, de Madrid, du Canada, de Wuhan et de Pékin sont annulés en 2020. Ces deux derniers le sont également en 2021. Pour des raisons d’organisation, le tournoi de Cincinnati 2020 a exceptionnellement lieu à Flushing Meadows à New York.
4. ↑  Le 1er décembre 2021, le président de la WTA, Steve Simon, annonce que tous les tournois prévus en Chine et à Hong Kong sont suspendus à partir de 2022, en raison de préoccupations concernant la sécurité et le bien-être de la joueuse de tennis chinoise Peng Shuai après ses allégations de relations sexuelles non-consenties avec Zhang Gaoli, membre de haut rang du Parti communiste chinois. Le tournoi de Pékin revient en 2023. Le tournoi de Guadalajara remplace celui de Wuhan pendant deux ans, ce dernier réapparaissant en 2024.

## Parcours au Masters

### En double dames
| # | Date       | Nom de l'édition                              | ($)        | Surface    | Résultat      | Partenaire           | Ultimes adversaires                   | Score            |          |
| - | ---------- | --------------------------------------------- | ---------- | ---------- | ------------- | -------------------- | ------------------------------------- | ---------------- | -------- |
| 1 | 21/10/2018 | BNP Paribas WTA Finals by SC Global Singapour | 7 000 000  | Dur (int.) | 1/4 de finale | Demi Schuurs         | Ashleigh Barty Coco Vandeweghe        | 6-1, 6-4         | Parcours |
| 2 | 27/11/2019 | Shiseido WTA Finals Shenzhen Shenzhen         | 14 000 000 | Dur (int.) | Round Robin   | Aryna Sabalenka      |                                       |                  | Parcours |
| 3 | 10/11/2021 | Akron WTA Finals Guadalajara                  | 5 000 000  | Dur (ext.) | Finale        | Hsieh Su-wei         | Barbora Krejčíková Kateřina Siniaková | 6-3, 6-4         | Parcours |
| 4 | 31/10/2022 | WTA Finals Fort Worth                         | 5 000 000  | Dur (int.) | Victoire      | Veronika Kudermetova | Barbora Krejčíková Kateřina Siniaková | 6-2, 4-6, [11-9] | Parcours |
| 5 | 29/10/2023 | GNP Seguros WTA Finals Cancún                 | 9 000 000  | Dur (ext.) | 1/2 finale    | Storm Hunter         | Laura Siegemund Vera Zvonareva        | 3-6, 6-3, [10-5] | Parcours |
| 6 | 02/11/2024 | WTA Finals Riyad                              | 15 250 000 | Dur (int.) | Round Robin   | Hsieh Su-wei         |                                       |                  | Parcours |

## Parcours aux Jeux olympiques

### En simple dames
| # | Date       | Nom de l'olympiade         | Surface    | Résultat        | Ultime adversaire     | Score         |          |
| - | ---------- | -------------------------- | ---------- | --------------- | --------------------- | ------------- | -------- |
| 1 | 31/07/2021 | Olympic Tennis Event Tokyo | Dur (ext.) | 1er tour (1/32) | Ekaterina Alexandrova | 4-6, 6-4, 6-4 | Parcours |

### En double dames
| # | Date       | Nom de l'olympiade         | Surface    | Résultat        | Partenaire          | Ultimes adversaires                   | Score     |          |
| - | ---------- | -------------------------- | ---------- | --------------- | ------------------- | ------------------------------------- | --------- | -------- |
| 1 | 31/07/2021 | Olympic Tennis Event Tokyo | Dur (ext.) | 1er tour (1/16) | Alison Van Uytvanck | Garbiñe Muguruza Carla Suárez Navarro | 6-3, 7-64 | Parcours |

## Parcours en Fed Cup
| #                                                                 | Date       | Lieu                 | Surface      | Gagnante(s)                        | Perdante(s)                    | Score         |          |
| ----------------------------------------------------------------- | ---------- | -------------------- | ------------ | ---------------------------------- | ------------------------------ | ------------- | -------- |
|                                                                   |            |                      |              |                                    |                                |               |          |
| 2017 - 1er tour (groupe mondial II) - Roumanie - Belgique - 1 : 3 |            |                      |              |                                    |                                |               |          |
| 1                                                                 | 11/02/2017 | Bucarest             | Dur (int.)   | Elise Mertens                      | Irina-Camelia Begu             | 3-6, 7-5, 7-5 | Parcours |
|                                                                   |            |                      |              |                                    |                                |               |          |
| 2017 - Barrage (groupe mondial I) - Russie - Belgique - 2 : 3     |            |                      |              |                                    |                                |               |          |
| 2                                                                 | 22/04/2017 | Moscou               | Terre (int.) | Elise Mertens                      | Anastasia Pavlyuchenkova       | 6-4, 6-0      | Parcours |
| 2                                                                 | 22/04/2017 | Moscou               | Terre (int.) | Elise Mertens                      | Elena Vesnina                  | 6-4, 1-6, 6-2 | Parcours |
| 2                                                                 | 22/04/2017 | Moscou               | Terre (int.) | Elise Mertens An-Sophie Mestach    | Daria Kasatkina Elena Vesnina  | 6-1, 7-62     | Parcours |
|                                                                   |            |                      |              |                                    |                                |               |          |
| 2018 - 1/4 de finale (groupe mondial) - France - Belgique - 3 : 2 |            |                      |              |                                    |                                |               |          |
| 3                                                                 | 10/02/2018 | Mouilleron-le-Captif | Dur (int.)   | Elise Mertens                      | Pauline Parmentier             | 6-2, 6-1      | Parcours |
| 3                                                                 | 10/02/2018 | Mouilleron-le-Captif | Dur (int.)   | Kristina Mladenovic                | Elise Mertens                  | 6-4, 6-4      | Parcours |
| 3                                                                 | 10/02/2018 | Mouilleron-le-Captif | Dur (int.)   | Amandine Hesse Kristina Mladenovic | Kirsten Flipkens Elise Mertens | 6-4, 2-6, 6-2 | Parcours |
|                                                                   |            |                      |              |                                    |                                |               |          |
| 2018 - Barrage (groupe mondial I) - Italie - Belgique - 0 : 4     |            |                      |              |                                    |                                |               |          |
| 4                                                                 | 22/04/2018 | Gênes                | Terre (int.) | Elise Mertens                      | Jasmine Paolini                | 6-1, 7-5      | Parcours |
| 4                                                                 | 22/04/2018 | Gênes                | Terre (int.) | Elise Mertens                      | Sara Errani                    | 6-3, 6-1      | Parcours |
| 4                                                                 | 22/04/2018 | Gênes                | Terre (int.) | Kirsten Flipkens Elise Mertens     | Deborah Chiesa Jasmine Paolini | 6-1, 6-4      | Parcours |
|                                                                   |            |                      |              |                                    |                                |               |          |
| 2019 - 1/4 de finale (groupe mondial) - Belgique - France - 1 : 3 |            |                      |              |                                    |                                |               |          |
| 5                                                                 | 09/02/2019 | Liège                | Dur (int.)   | Alizé Cornet                       | Elise Mertens                  | 7-66, 6-2     | Parcours |
| 5                                                                 | 09/02/2019 | Liège                | Dur (int.)   | Caroline Garcia                    | Elise Mertens                  | 6-2, 6-3      | Parcours |

## Classements WTA en fin de saison
| Année          | 2013 | 2014 | 2015 | 2016 | 2017 | 2018 | 2019 | 2020 | 2021 | 2022 | 2023 | 2024 |
| Rang en simple | 577  | 264  | 157  | 124  | 35   | 13   | 17   | 20   | 21   | 29   | 29   | 34   |
| Rang en double | 725  | 259  | 134  | 79   | 41   | 11   | 6    | 6    | 4    | 5    | 2    | 9    |

Source : (en) Classements de Elise Mertens sur le site officiel de la Fédération internationale de tennis

## Records et statistiques

### Victoires sur le top 10
Toutes ses victoires sur des joueuses classées dans le top 10 de la WTA lors de la rencontre.
| Légende            |
| ------------------ |
| Grand Chelem       |
| Premier / WTA 1000 |
| WTA 500            |
| WTA 250            |
| Fed Cup            |

| #  | Rang  |  | Tournoi          | Année | Surface      |                  | Adversaire         | Rang   | Tour          | Score            | Tableau |
| -- | ----- |  | ---------------- | ----- | ------------ | ---------------- | ------------------ | ------ | ------------- | ---------------- | ------- |
| 1  | no 38 |  | Pékin            | 2017  | Dur          |                  | Dominika Cibulková | no 10  | 1/32          | 7-64, 6-1        | Tableau |
| 2  | no 37 |  | Open d'Australie | 2018  | Dur          |                  | Elina Svitolina    | no 4   | 1/4           | 6-4, 6-0         | Tableau |
| 3  | no 14 |  | Cincinnati       | 2018  | Dur          |                  | Sloane Stephens    | no 3   | 1/8           | 7-68, 6-2        | Tableau |
| 4  | no 21 |  | Doha             | 2019  | Dur          |                  | Kiki Bertens       | no 8   | 1/4           | 6-4, 6-3         | Tableau |
| 5  | no 21 |  | Doha             | 2019  | Dur          | Angelique Kerber | no 6               | 1/2    | 6-4, 2-6, 6-1 |                  | Tableau |
| 6  | no 21 |  | Doha             | 2019  | Dur          | Simona Halep     | no 3               | Finale | 3-6, 6-4, 6-3 |                  | Tableau |
| 7  | no 18 |  | US Open          | 2020  | Dur          |                  | Sofia Kenin        | no 4   | 1/8           | 6-3, 6-3         | Tableau |
| 8  | no 20 |  | Melbourne        | 2021  | Dur          |                  | Elina Svitolina    | no 5   | 1/4           | 6-3, 5-7, [10-6] | Tableau |
| 9  | no 16 |  | Madrid           | 2021  | Terre battue |                  | Simona Halep       | no 3   | 1/8           | 4-6, 7-5, 7-5    | Tableau |
| 10 | no 39 |  | Miami            | 2023  | Dur          |                  | Daria Kasatkina    | no 8   | 1/32          | 4-6, 6-2, 6-2    | Tableau |
| 11 | no 28 |  | Roland-Garros    | 2023  | Terre battue |                  | Jessica Pegula     | no 3   | 1/16          | 6-1, 6-3         | Tableau |
| 12 | no 24 |  | Rome             | 2025  | Terre battue |                  | Jessica Pegula     | no 4   | 1/16          | 7-5, 6-1         | Tableau |